# 赤道ギニアの地理
赤道ギニア共和国はアフリカ中央西部に位置している。ビオコ島はカメルーンから約40kmの地点に位置している。アンノボン島はビオコ島の南西595kmの地点に位置している。より大きな大陸地域のリオ・ムニは本土のカメルーンとガボンの間に位置し、コリスコ島、大エロベイ島、小エロベイ島、及び近隣の小島を含んでいる。国名とは異なり、領土に赤道は通っていない。
ビオコ島──1970年代までフェルナンド・ポーと呼ばれていた──はギニア湾最大の島である(2,017km²)。ブーツに似た形をしており、谷によって分けられた二つの大きな火山構造が、最も狭い部分で島を二分している。195kmの海岸線は南部では険しく武骨だが、マラボとルバのような優れた入り江と、それらの間に幾つかの景勝の浜辺がある北部では低く、かつアクセスしやすい。
大陸部にあたるリオ・ムニは26,003km²の広さがある。沿岸平野は低い丘とクリスタル山脈の支線によって隔てられた渓谷との連続に道を譲っている。ベニト川（ムビニ川）はリオ・ムニを半分に分け、河口付近の下流20kmの範囲を除いて船舶の航行は不能である。リオ・ムニの気温と湿度は概してビオコ島より低い。
アンノボン島──名前は発見の日の1472年の元旦に因んでいる──18km²の面積を持つ小さな火山島である。海岸線は北部を除いて切り立っており、主要火山の頂上には小さな湖がある。約1,900人の住民の多くは伝統的漁法による小規模のマグロ漁及び捕鯨に特化した漁民である。気候は熱帯であり、激しい降雨、高い湿度、頻繁な季節ごとの暴風が発生する。
位置:
カメルーンとガボンの間の、西アフリカのビアフラ湾に接する。

## 国境
赤道ギニアの陸上国境は総計539kmである。北にカメルーン(189km)、東と南にガボン(350km)と接している。
主張されている水域:
排他的経済水域:
370.4 km
領海:
22.2km

## 気候
大陸部及び島嶼部の気候は共に典型的な赤道直下のものであり、高温、激しい降雨、通年発生する多量の雲が存在する。地域的バリエーションは高度の違いと海岸線までの距離による。大陸部の雨季は2月から6月までと9月から11月までである。降水量は内陸部よりも沿岸部の方が多い。バタでは最も雨が降る月々は9月、10月、11月であり、年平均2,388 mm以上の雨が降る。湾南部のカラトラバでは、しばしば4,572 mmに達する。しかしながら、内陸部では降水量は減少し、例えばミコメセングでは約1,473 mmに過ぎない。年間平均気温は約26.1°Cであり、年間を通してほぼ一定である。最高気温は幾分ビオコ島のそれよりも低くなる。しかしながら、相対的にはビオコ島の湿度の方が高い。ビオコ島の気候は幾分人を衰弱させる。いわゆる乾季は11月から3月まで続き、残りの季節は雨が多い。年間平均気温は25°Cであり、年間を通しての変化は小さい。午後は30°C弱に達し、夜には約21.1 °Cに過ぎないところにまで落ちる。多くの時間空はどんよりと曇っている。極端な降雨は南部で発生し、モンスーンによってもたらされる雨は、サン・アントニオ・デ・ウレカでは年間約11,430 mmに達する。

## 地勢
沿岸平野は内陸部の丘に連なり、島は火山性である
灌漑地:
NA km²
自然危機:
暴力的な暴風、突発の洪水
環境 - 現在の問題:
水道水は飲用に適していない;砂漠化
環境 - 国際協定:
当事者:
生物多様性、砂漠化、危機生物種、海洋法、船舶汚染
署名したが批准していない:
協定の中では存在しない
地理 - ノート:
島と大陸部はかなり広く分断されている